# Metah
Metah (2022) è il dodicesimo album di Dvar.

## Il disco
Anticipato dal singolo N'aharii (2021), reso disponibile il 21 dicembre dell'anno prima e pubblicato a dieci anni di distanza dal precedente Deii, doppio album uscito nel 2012, Dvar pubblica un nuovo album quando ormai il progetto si pensava non esistesse più.
Le peculiari sonorità non sono cambiate particolarmente nel lungo tempo trascorso, il disco sembra proseguire sui binari ormai classici del suono di Dvar, melodie eteree, suoni elettronici e atmosferici con tastiere Synth pop e divagazioni Neoclassiche.
Le scarse note al disco riportano, come già nelle precedenti pubblicazioni: «music & text inspired by DVAR» «2016-2020», con l'aggiunta della bizzarra informazione «Featuring Beehive Chamber Choir».

## Tracce
1. Mitriah n'diil – 3:14
2. Merra metah – 3:51
3. Rohndeii – 3:26
4. N'aharii – 2:40
5. El namyaar – 4:16
6. Nomenael – 1:33
7. Zoroh moroh – 5:18
8. Neli neli – 4:48
9. Leimio – 1:59
10. Ahiir – 3:17
11. Defahar – 5:13